# Armoriale dei comuni della provincia di Prato
Questa pagina contiene le armi (stemmi e blasonature) dei comuni della provincia di Prato.
| Stemma | Comune e blasonatura | Gonfalone e/o bandiera |
| ------ | --- | ---------------------- |
|        | Cantagallo D'azzurro, al gallo ardito al naturale, voltato, posto su una campagna di verde, sormontato dal motto «Somnolentos increpat». Ornamenti esteriori di Comune. Gonfalone: drappo di rosso… |                        |
|        | Carmignano D'azzurro, al leone d'oro, alla fascia in divisa di rosso, sul tutto. D.P.R. del 23 giugno 1983 Gonfalone: Drappo di azzurro, riccamente ornato di ricami d'argento e caricato dello stemma comunale con l'iscrizione centrata in argento: Comune di Carmignano. D.P.R. del 23 giugno 1983 |                        |
|        | Montemurlo Di rosso, al cane d'argento, lampassato del primo, ritto, collarinato d'oro accompagnato da una stella (8) dello stesso posta nel cantone destro del capo. D.P.C.M. del 15 marzo 1977 Gonfalone: Drappo partito di bianco e di rosso riccamente ornato di ricami d'argento e caricato dello stemma comunale con la iscrizione centrata in argento: "Comune di Montemurlo". D.P.R. del 5 giugno 1957 |                        |
|        | Poggio a Caiano D'azzurro, alla loggia d'argento, di quattro colonne, accostate da sei palle d'oro. D.P.R. del 1º aprile 1965 - Versione dello stemma con gli ornamenti esteriori regolari Gonfalone: Drappo troncato d'azzurro e di bianco, riccamente ornato di ricami d'argento e caricato dello stemma comunale, con l'iscrizione centrata in argento: "Comune di Poggio a Caiano". D.P.R. del 1º aprile 1965 |                        |
|        | Prato Di rosso, seminato di gigli d'oro; al capo d'Angiò. D.C.G. dell'11 luglio 1933 Gonfalone: Della forma regolamentare, consistente in un drappo bianco, ricamato di rosso e d’azzurro, caricato dello stemma sopra descritto e con l’iscrizione “COMUNE DI PRATO”. L'asta ricoperta di velluto azzurro con bullette d'argento poste a spirale, nella freccia lo stemma del Comune e sul gambo inciso il nome. Nastri e cravatta tricolorati dai colori nazionali frangiati d’argento. D.C.G. dell'11 luglio 1933 |                        |
|        | Vaiano D'azzurro, alla spiga di grano d'oro e alla spoletta di telaio d'argento, passanti in croce di sant'Andrea. D.P.R. del 16 ottobre 1954 Gonfalone: Drappo di azzurro riccamente ornato di ricami d'argento con lo stemma comunale ed iscrizione centrata "Comune di Vaiano". D.P.R. del 16 ottobre 1954 |                        |
|        | Vernio D'azzurro, al castello rosso, aperto, merlato di sette alla guelfa, torricellato di un pezzo centrale merlato di cinque alla guelfa, con ornamenti esteriori da comune. D.P.R. del 22 giugno 1977 Gonfalone: Drappo di rosso riccamente ornato di ricami d'argento e caricato dello stemma con la iscrizione centrata in argento "Comune di Vernio". D.P.R. del 22 giugno 1977 |                        |